# Premier League 2023–24
La Premier League 2023–24 va ser la 32a edició de la Premier League, la màxima competició del futbol professional anglès. La temporada va començar l'11 d'agost del 2023 i va acabar el 19 de maig de 2024.
El Manchester City, vigent campió, va guanyar el seu quart títol consecutiu, convertint-se en el primer equip masculí a aconseguir-ho.
Aquesta temporada va ser la tercera que va comptar amb una pausa hivernal, i cada equip va tenir un descans de dues setmanes de totes les competicions entre el 2 de gener i el 30 de gener de 2024.
Per primera vegada des de la temporada 1997-98, els tres equips acabats d'ascendir van baixar (Luton Town, Burnley i Sheffield United); aquests tres equips van acumular un total de 66 punts. El Nottingham Forest va evitar el descens amb 32 punts (incloent-hi una deducció de 4 punts), aconseguint el rècord d'equip salvat amb menor puntuació.

## Equips
A la Premier League hi competeixen vint equips, els disset amb millor classificació la temporada passada i els tres ascendits de la Championship.
| Equip                   | Ciutat                    | Estadi                      | Capacitat |
| ----------------------- | ------------------------- | --------------------------- | --------- |
| Arsenal                 | Londres (Holloway)        | Emirates Stadium            | 60.704    |
| Aston Villa             | Birmingham                | Villa Park                  | 42.657    |
| Bournemouth             | Bournemouth               | Dean Court                  | 11.307    |
| Brentford               | Londres (Brentford)       | Brentford Community Stadium | 17.250    |
| Brighton & Hove Albion  | Falmer                    | Falmer Stadium              | 31.876    |
| Burnley                 | Burnley                   | Turf Moor                   | 21.944    |
| Chelsea                 | Londres (Fulham)          | Stamford Bridge             | 40.173    |
| Crystal Palace          | Londres (Selhurst)        | Selhurst Park               | 25.486    |
| Everton                 | Liverpool (Walton)        | Goodison Park               | 39.414    |
| Fulham                  | Londres (Fulham)          | Craven Cottage              | 24.500    |
| Liverpool               | Liverpool (Anfield)       | Anfield                     | 61.276    |
| Luton Town              | Luton                     | Kenilworth Road             | 12.000    |
| Manchester City         | Manchester (Bradford)     | City of Manchester Stadium  | 53.400    |
| Manchester United       | Manchester (Old Trafford) | Old Trafford                | 74.031    |
| Newcastle United        | Newcastle upon Tyne       | St James' Park              | 52.257    |
| Nottingham Forest       | West Bridgford            | City Ground                 | 30.404    |
| Sheffield United        | Sheffield                 | Bramall Lane                | 32.050    |
| Tottenham Hotspur       | Londres (Tottenham)       | Tottenham Hotspur Stadium   | 62.850    |
| West Ham United         | Londres (Stratford)       | London Stadium              | 62.500    |
| Wolverhampton Wanderers | Wolverhampton             | Molineux Stadium            | 31.750    |

### Canvis d'entrenador
| Equip                   | Entrenador sortint | Motiu                    | Data de sortida  | Classificació | Entrenador substitut | Data d'entrada   |
| ----------------------- | ------------------ | ------------------------ | ---------------- | ------------- | -------------------- | ---------------- |
| Chelsea                 | Frank Lampard      | Final del període interí | 28 maig 2023     | Pretemporada  | Mauricio Pochettino  | 29 maig 2023     |
| Tottenham Hotspur       | Ryan Mason         | Final del període interí | 28 maig 2023     | Pretemporada  | Ange Postecoglou     | 6 juny 2023      |
| Bournemouth             | Gary O'Neil        | Destituït                | 19 juny 2023     | Pretemporada  | Andoni Iraola        | 19 juny 2023     |
| Wolverhampton Wanderers | Julen Lopetegui    | Acord mutu               | 8 agost 2023     | Pretemporada  | Gary O'Neil          | 9 agost 2023     |
| Sheffield United        | Paul Heckingbottom | Destituït                | 5 desembre 2023  | 20è           | Chris Wilder         | 5 desembre 2023  |
| Nottingham Forest       | Steve Cooper       | Destituït                | 19 desembre 2023 | 17è           | Nuno Espírito Santo  | 20 desembre 2023 |
| Crystal Palace          | Roy Hodgson        | Dimitit                  | 19 febrer 2024   | 16è           | Oliver Glasner       | 19 febrer 2024   |

## Classificació i resultats

### Taula classificatòria
| Pos | Equip                   | PJ | PG | PE | PP | GF | GC  | DG  | Pts | Classificació o descens                                               |
| --- | ----------------------- | -- | -- | -- | -- | -- | --- | --- | --- | --------------------------------------------------------------------- |
| 1   | Manchester City (C)     | 38 | 28 | 7  | 3  | 96 | 34  | +62 | 91  | Classificació per la Fase de lliga de la Lliga de Campions            |
| 2   | Arsenal                 | 38 | 28 | 5  | 5  | 91 | 29  | +62 | 89  | Classificació per la Fase de lliga de la Lliga de Campions            |
| 3   | Liverpool               | 38 | 24 | 10 | 4  | 86 | 41  | +45 | 82  | Classificació per la Fase de lliga de la Lliga de Campions            |
| 4   | Aston Villa             | 38 | 20 | 8  | 10 | 76 | 61  | +15 | 68  | Classificació per la Fase de lliga de la Lliga de Campions            |
| 5   | Tottenham Hotspur       | 38 | 20 | 6  | 12 | 74 | 61  | +13 | 66  | Classificació per la Fase de lliga de la Lliga Europa                 |
| 6   | Chelsea                 | 38 | 18 | 9  | 11 | 77 | 63  | +14 | 63  | Classificació per la Ronda de Play-off de la Lliga Europa Conferència |
| 7   | Newcastle United        | 38 | 18 | 6  | 14 | 85 | 62  | +23 | 60  |                                                                       |
| 8   | Manchester United       | 38 | 18 | 6  | 14 | 57 | 58  | −1  | 60  | Classificació per la Fase de lliga de la Lliga Europa                 |
| 9   | West Ham United         | 38 | 14 | 10 | 14 | 60 | 74  | −14 | 52  |                                                                       |
| 10  | Crystal Palace          | 38 | 13 | 10 | 15 | 57 | 58  | −1  | 49  |                                                                       |
| 11  | Brighton & Hove Albion  | 38 | 12 | 12 | 14 | 55 | 62  | −7  | 48  |                                                                       |
| 12  | Bournemouth             | 38 | 13 | 9  | 16 | 54 | 67  | −13 | 48  |                                                                       |
| 13  | Fulham                  | 38 | 13 | 8  | 17 | 55 | 61  | −6  | 47  |                                                                       |
| 14  | Wolverhampton Wanderers | 38 | 13 | 7  | 18 | 50 | 65  | −15 | 46  |                                                                       |
| 15  | Everton                 | 38 | 13 | 9  | 16 | 40 | 51  | −11 | 40  |                                                                       |
| 16  | Brentford               | 38 | 10 | 9  | 19 | 56 | 65  | −9  | 39  |                                                                       |
| 17  | Nottingham Forest       | 38 | 9  | 9  | 20 | 49 | 67  | −18 | 32  |                                                                       |
| 18  | Luton Town (R)          | 38 | 6  | 8  | 24 | 52 | 85  | −33 | 26  | Descens a la Championship                                             |
| 19  | Burnley (R)             | 38 | 5  | 9  | 24 | 41 | 78  | −37 | 24  | Descens a la Championship                                             |
| 20  | Sheffield United (R)    | 38 | 3  | 7  | 28 | 35 | 104 | −69 | 16  | Descens a la Championship                                             |

1. ↑  Atès que els guanyadors de la Copa de la Lliga 2023-24, el Liverpool, es van classificar per a la Lliga de Campions, el lloc concedit als guanyadors de la Copa de la Lliga (ronda de play-off de la Conference League) va passar al sisè classificat.
2. ↑  El Manchester United es va classificar per a la fase de lliga de la Lliga Europa com a guanyadors de la FA Cup 2023–24.

1. ↑  A l'Everton se'ls va restar vuit punts per incomplir les normes de rendibilitat i sostenibilitat. Originalment se'ls va restar 10 punts, però es va reduir a sis després d'una apel·lació. Aleshores, se'ls va restar dos punts addicionals per noves infraccions del PSR.[28][29][30]
2. ↑  Al Nottingham Forest se'ls va deduir quatre punts per incomplir les normes de rendibilitat i sostenibilitat. El club va apel·lar la decisió, però no va tenir èxit.[31][32][33]

### Resultats
| Casa \ Fora             | ARS | AVL | BOU | BRE | BHA | BUR | CHE | CRY | EVE | FUL | LIV | LUT | MCI | MUN | NEW | NFO | SHU | TOT | WHU | WOL |
| ----------------------- | --- | --- | --- | --- | --- | --- | --- | --- | --- | --- | --- | --- | --- | --- | --- | --- | --- | --- | --- | --- |
| Arsenal                 | —   | 0–2 | 3–0 | 2–1 | 2–0 | 3–1 | 50  | 5–0 | 2–1 | 2–2 | 3–1 | 2–0 | 1–0 | 3–1 | 4–1 | 2–1 | 5–0 | 2–2 | 0–2 | 2–1 |
| Aston Villa             | 1–0 | —   | 3–1 | 3–3 | 6–1 | 3–2 | 2–2 | 3–1 | 4–0 | 3–1 | 3–3 | 3–1 | 1–0 | 1–2 | 1–3 | 4–2 | 1–1 | 0–4 | 4–1 | 2–0 |
| Bournemouth             | 0–4 | 2–2 | —   | 1–2 | 3–0 | 2–1 | 0–0 | 1–0 | 2–1 | 3–0 | 0–4 | 4–3 | 0–1 | 2–2 | 2–0 | 1–1 | 2–2 | 0–2 | 1–1 | 1–2 |
| Brentford               | 0–1 | 1–2 | 2–2 | —   | 0–0 | 3–0 | 2–2 | 1–1 | 1–3 | 0–0 | 1–4 | 3–1 | 1–3 | 1–1 | 2–4 | 3–2 | 2–0 | 2–2 | 3–2 | 1–4 |
| Brighton & Hove Albion  | 0–3 | 1–0 | 3–1 | 2–1 | —   | 1–1 | 1–2 | 4–1 | 1–1 | 1–1 | 2–2 | 4–1 | 0–4 | 0–2 | 3–1 | 1–0 | 1–1 | 4–2 | 1–3 | 0–0 |
| Burnley                 | 0–5 | 1–3 | 0–2 | 2–1 | 1–1 | —   | 1–4 | 0–2 | 0–2 | 2–2 | 0–2 | 1–1 | 0–3 | 0–1 | 1–4 | 1–2 | 5–0 | 2–5 | 1–2 | 1–1 |
| Chelsea                 | 2–2 | 0–1 | 2–1 | 0–2 | 3–2 | 2–2 | —   | 2–1 | 6–0 | 1–0 | 1–1 | 3–0 | 4–4 | 4–3 | 3–2 | 0–1 | 2–0 | 2–0 | 5–0 | 2–4 |
| Crystal Palace          | 0–1 | 5–0 | 0–2 | 3–1 | 1–1 | 3–0 | 1–3 | —   | 2–3 | 0–0 | 1–2 | 1–1 | 2–4 | 4–0 | 2–0 | 0–0 | 3–2 | 1–2 | 5–2 | 3–2 |
| Everton                 | 0–1 | 0–0 | 3–0 | 1–0 | 1–1 | 1–0 | 2–0 | 1–1 | —   | 0–1 | 2–0 | 1–2 | 1–3 | 0–3 | 3–0 | 2–0 | 1–0 | 2–2 | 1–3 | 0–1 |
| Fulham                  | 2–1 | 1–2 | 3–1 | 0–3 | 3–0 | 0–2 | 0–2 | 1–1 | 0–0 | —   | 1–3 | 1–0 | 0–4 | 0–1 | 0–1 | 5–0 | 3–1 | 3–0 | 5–0 | 3–2 |
| Liverpool               | 1–1 | 3–0 | 3–1 | 3–0 | 2–1 | 3–1 | 4–1 | 0–1 | 2–0 | 4–3 | —   | 1–1 |     | 0–0 | 4–2 | 3–0 | 3–1 | 4–2 | 3–1 | 2–0 |
| Luton Town              | 3–4 | 2–3 | 2–1 | 1–5 | 4–0 | 1–2 | 2–3 | 2–1 | 1–1 | 2–4 | 1–1 | —   | 1–2 | 1–2 | 1–0 | 1–1 | 1–3 | 0–1 | 1–2 | 1–1 |
| Manchester City         | 0–0 | 4–1 | 6–1 | 1–0 | 2–1 | 3–1 | 1–1 | 2–2 | 2–0 | 5–1 | 1–1 | 5–1 | —   | 3–1 | 1–0 | 2–0 | 2–0 | 3–3 | 3–1 | 5–1 |
| Manchester United       | 0–1 | 3–2 | 0–3 | 2–1 | 1–3 | 1–1 | 2–1 | 0–1 | 2–0 | 1–2 | 2–2 | 1–0 | 0–3 | —   | 3–2 | 3–2 | 4–2 | 2–2 | 3–0 | 1–0 |
| Newcastle United        | 1–0 | 5–1 | 2–2 | 1–0 | 1–1 | 2–0 | 4–1 | 4–0 | 1–1 | 3–0 | 1–2 | 4–4 | 2–3 | 1–0 | —   | 1–3 | 5–1 | 4–0 | 4–3 | 3–0 |
| Nottingham Forest       | 1–2 | 2–0 | 2–3 | 1–1 | 2–3 | 1–1 | 2–3 | 1–1 | 0–1 | 3–1 | 0–1 | 2–2 | 0–2 | 2–1 | 2–3 | —   | 2–1 | 0–2 | 2–0 | 2–2 |
| Sheffield United        | 0–6 | 0–5 | 1–3 | 1–0 | 0–5 | 1–4 | 2–2 | 0–1 | 2–2 | 3–3 | 0–2 | 2–3 | 1–2 | 1–2 | 0–8 | 1–3 | —   | 0–3 | 2–2 | 2–1 |
| Tottenham Hotspur       | 2–3 | 1–2 | 3–1 | 3–2 | 2–1 | 2–1 | 1–4 | 3–1 | 2–1 | 2–0 | 2–1 | 2–1 | 0–2 | 2–0 | 4–1 | 3–1 | 2–1 | —   | 1–2 | 1–2 |
| West Ham United         | 0–6 | 1–1 | 1–1 | 4–2 | 0–0 | 2–2 | 3–1 | 1–1 | 0–1 | 0–2 | 2–2 | 3–1 | 1–3 | 2–0 | 2–2 | 3–2 | 2–0 | 1–1 | —   | 3–0 |
| Wolverhampton Wanderers | 0–2 | 1–1 | 0–1 | 0–2 | 1–4 | 1–0 | 2–1 | 1–3 | 3–0 | 2–1 | 1–3 | 2–1 | 2–1 | 3–4 | 2–2 | 1–1 | 1–0 | 2–1 | 1–2 | —   |

## Estadístiques

### Golejadors

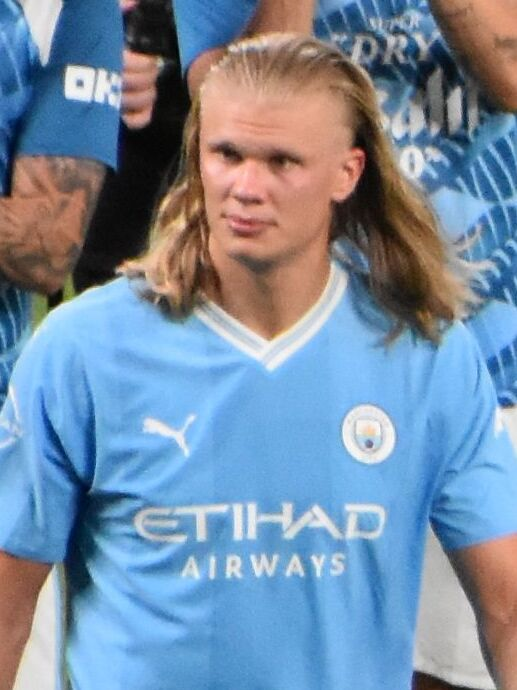
Erling Haaland va guanyar la seva segona Bota d'Or de la Premier League consecutiva després de marcar 27 gols amb el Manchester City.

| Jugador              | Club                    | Gols |
| -------------------- | ----------------------- | ---- |
| Erling Haaland       | Manchester City         | 27   |
| Cole Palmer          | Manchester City Chelsea | 22   |
| Alexander Isak       | Newcastle United        | 21   |
| Phil Foden           | Manchester City         | 19   |
| Dominic Solanke      | Bournemouth             | 19   |
| Ollie Watkins        | Aston Villa             | 19   |
| Mohamed Salah        | Liverpool               | 18   |
| Son Heung-min        | Tottenham Hotspur       | 17   |
| Jarrod Bowen         | West Ham United         | 16   |
| Jean-Philippe Mateta | Crystal Palace          | 16   |
| Bukayo Saka          | Arsenal                 | 16   |

#### Hat-tricks

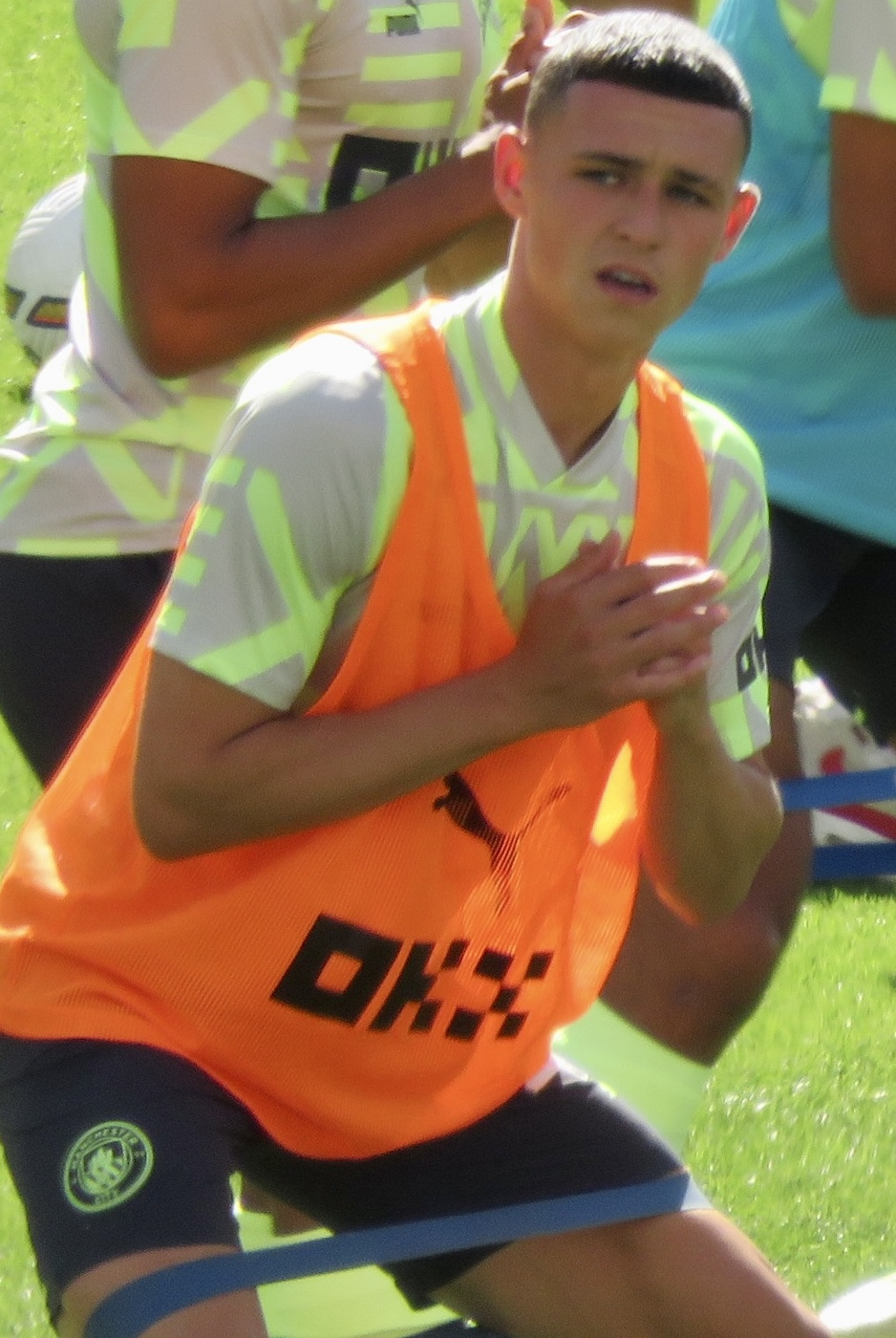
Phil Foden del Manchester City va ser l'únic jugador que va anotar un hat-trick tant a casa com a fora aquesta temporada.

| Jugador              | Equip                   | Rival                   | Resultat | Data             |
| -------------------- | ----------------------- | ----------------------- | -------- | ---------------- |
| Son Heung-min        | Tottenham Hotspur       | Burnley                 | 5–2 (A)  | 2 setembre 2023  |
| Erling Haaland       | Manchester City         | Fulham                  | 5–1 (H)  | 2 setembre 2023  |
| Evan Ferguson        | Brighton & Hove Albion  | Newcastle United        | 3–1 (H)  | 2 setembre 2023  |
| Ollie Watkins        | Aston Villa             | Brighton & Hove Albion  | 6–1 (H)  | 30 setembre 2023 |
| Eddie Nketiah        | Arsenal                 | Sheffield United        | 5–0 (H)  | 28 octubre 2023  |
| Nicolas Jackson      | Chelsea                 | Tottenham Hotspur       | 4–1 (A)  | 6 novembre 2023  |
| Dominic Solanke      | Bournemouth             | Nottingham Forest       | 3–2 (A)  | 23 desembre 2023 |
| Chris Wood           | Nottingham Forest       | Newcastle United        | 3–1 (A)  | 26 desembre 2023 |
| Elijah Adebayo       | Luton Town              | Brighton & Hove Albion  | 4–0 (H)  | 30 gener 2024    |
| Matheus Cunha        | Wolverhampton Wanderers | Chelsea                 | 4–2 (A)  | 4 febrer 2024    |
| Phil Foden           | Manchester City         | Brentford               | 3–1 (A)  | 5 febrer 2024    |
| Jarrod Bowen         | West Ham United         | Brentford               | 4–2 (H)  | 26 febrer 2024   |
| Phil Foden           | Manchester City         | Aston Villa             | 4–1 (H)  | 3 abril 2024     |
| Cole Palmer          | Chelsea                 | Manchester United       | 4–3 (H)  | 4 abril 2024     |
| Cole Palmer4         | Chelsea                 | Everton                 | 6–0 (H)  | 15 abril 2024    |
| Erling Haaland4      | Manchester City         | Wolverhampton Wanderers | 5–1 (H)  | 4 maig 2024      |
| Jean-Philippe Mateta | Crystal Palace          | Aston Villa             | 5–0 (H)  | 19 maig 2024     |

Nota: 4 – El jugador va marcar 4 gols

## Premis

### Premis mensuals
| Mes      | Entrenador del mes | Entrenador del mes | Jugador del mes | Jugador del mes   | Gol del mes         | Gol del mes            | Aturada del mes | Aturada del mes   | Referències                 |
| Mes      | Entrenador         | Club               | Jugador         | Club              | Jugador             | Club                   | Jugador         | Club              | Referències                 |
| -------- | ------------------ | ------------------ | --------------- | ----------------- | ------------------- | ---------------------- | --------------- | ----------------- | --------------------------- |
| Agost    | Ange Postecoglou   | Tottenham Hotspur  | James Maddison  | Tottenham Hotspur | Kaoru Mitoma        | Brighton & Hove Albion | Alisson         | Liverpool         | [ 52 ] [ 53 ] [ 54 ] [ 55 ] |
| Setembre | Ange Postecoglou   | Tottenham Hotspur  | Son Heung-min   | Tottenham Hotspur | Bruno Fernandes     | Manchester United      | Robert Sánchez  | Chelsea           | [ 56 ] [ 57 ] [ 58 ] [ 59 ] |
| Octubre  | Ange Postecoglou   | Tottenham Hotspur  | Mohamed Salah   | Liverpool         | Saman Ghoddos       | Brentford              | Alphonse Areola | West Ham United   | [ 60 ] [ 61 ] [ 62 ] [ 63 ] |
| Novembre | Erik ten Hag       | Manchester United  | Harry Maguire   | Manchester United | Alejandro Garnacho  | Manchester United      | Thomas Kaminski | Luton Town        | [ 64 ] [ 65 ] [ 66 ] [ 67 ] |
| Desembre | Unai Emery         | Aston Villa        | Dominic Solanke | Bournemouth       | Alexis Mac Allister | Liverpool              | Wes Foderingham | Sheffield United  | [ 68 ] [ 69 ] [ 70 ] [ 71 ] |
| Gener    | Jürgen Klopp       | Liverpool          | Diogo Jota      | Liverpool         | Oscar Bobb          | Manchester City        | Jordan Pickford | Everton           | [ 72 ] [ 73 ] [ 74 ] [ 75 ] |
| Febrer   | Mikel Arteta       | Arsenal            | Rasmus Højlund  | Manchester United | Kobbie Mainoo       | Manchester United      | Mark Flekken    | Brentford         | [ 76 ] [ 77 ] [ 78 ] [ 79 ] |
| Març     | Andoni Iraola      | Bournemouth        | Rodrigo Muniz   | Fulham            | Marcus Rashford     | Manchester United      | Matz Sels       | Nottingham Forest | [ 80 ] [ 81 ] [ 82 ] [ 83 ] |
| Abril    | Sean Dyche         | Everton            | Cole Palmer     | Chelsea           | Cole Palmer         | Chelsea                | André Onana     | Manchester United | [ 84 ] [ 85 ] [ 86 ] [ 87 ] |

### Premis anuals
| Premi                              | Guanyador          | Club              |
| ---------------------------------- | ------------------ | ----------------- |
| Entrenador de la temporada         | Pep Guardiola      | Manchester City   |
| Jugador de la temporada            | Phil Foden         | Manchester City   |
| Jugador jove de la temporada       | Cole Palmer        | Chelsea           |
| Gol de la temporada                | Alejandro Garnacho | Manchester United |
| Aturada de la temporada            | Thomas Kaminski    | Luton Town        |
| Canviador del joc de la temporada  | Cole Palmer        | Chelsea           |
| Gol més poderós de la temporada    | Moussa Diaby       | Aston Villa       |
| Premi PFA al jugador de l'any      | Phil Foden         | Manchester City   |
| Premi PFA al jugador jove de l'any | Cole Palmer        | Chelsea           |
| Premi FWA al futbolista de l'any   | Phil Foden         | Manchester City   |

| Premi PFA a l'equip de l'any | Premi PFA a l'equip de l'any  | Premi PFA a l'equip de l'any  | Premi PFA a l'equip de l'any  | Premi PFA a l'equip de l'any | Premi PFA a l'equip de l'any     | Premi PFA a l'equip de l'any     | Premi PFA a l'equip de l'any     | Premi PFA a l'equip de l'any     | Premi PFA a l'equip de l'any | Premi PFA a l'equip de l'any | Premi PFA a l'equip de l'any | Premi PFA a l'equip de l'any |
| ---------------------------- | ----------------------------- | ----------------------------- | ----------------------------- | ---------------------------- | -------------------------------- | -------------------------------- | -------------------------------- | -------------------------------- | ---------------------------- | ---------------------------- | ---------------------------- | ---------------------------- |
| Porter                       | David Raya (Arsenal)          | David Raya (Arsenal)          | David Raya (Arsenal)          | David Raya (Arsenal)         | David Raya (Arsenal)             | David Raya (Arsenal)             | David Raya (Arsenal)             | David Raya (Arsenal)             | David Raya (Arsenal)         | David Raya (Arsenal)         | David Raya (Arsenal)         | David Raya (Arsenal)         |
| Defenses                     | Kyle Walker (Manchester City) | Kyle Walker (Manchester City) | Kyle Walker (Manchester City) | Gabriel (Arsenal)            | Gabriel (Arsenal)                | Gabriel (Arsenal)                | Virgil van Dijk (Liverpool)      | Virgil van Dijk (Liverpool)      | Virgil van Dijk (Liverpool)  | William Saliba (Arsenal)     | William Saliba (Arsenal)     | William Saliba (Arsenal)     |
| Migcampistes                 | Martin Ødegaard (Arsenal)     | Martin Ødegaard (Arsenal)     | Martin Ødegaard (Arsenal)     | Martin Ødegaard (Arsenal)    | Declan Rice (Arsenal)            | Declan Rice (Arsenal)            | Declan Rice (Arsenal)            | Declan Rice (Arsenal)            | Rodri (Manchester City)      | Rodri (Manchester City)      | Rodri (Manchester City)      | Rodri (Manchester City)      |
| Davanters                    | Ollie Watkins (Aston Villa)   | Ollie Watkins (Aston Villa)   | Ollie Watkins (Aston Villa)   | Ollie Watkins (Aston Villa)  | Erling Haaland (Manchester City) | Erling Haaland (Manchester City) | Erling Haaland (Manchester City) | Erling Haaland (Manchester City) | Phil Foden (Manchester City) | Phil Foden (Manchester City) | Phil Foden (Manchester City) | Phil Foden (Manchester City) |
|                              |                               |                               |                               |                              |                                  |                                  |                                  |                                  |                              |                              |                              |                              |